# Jimmie Davis
James Houston Davis, detto Jimmie (Quitman, 11 settembre 1899 – Baton Rouge, 5 novembre 2000), è stato un cantautore, musicista e politico statunitense.
Inizialmente cantautore di musica country, Davis fu in seguito per due volte il governatore della Louisiana per il Partito Democratico. Il primo mandato fu dal 1944 al 1948 ed il secondo dal 1960 al 1964. 

## Biografia

### Infanzia
Nato l'11 settembre del 1899 in una famiglia dalle condizioni economiche precarie, Davis aveva 10 sorelle e fratelli e fin da giovane dovette lavorare. In seguito cominciò a riscattarsi attraverso il lavoro nel settore pubblico prima, e in quello musicale poi.

### Carriera politica
Davis fu per due volte il governatore della Louisiana per il Partito Democratico. 
Il primo mandato fu dal 1944 al 1948 ed il secondo dal 1960 al 1964. Per le sue campagne Davis era solito accompagnarsi con la sua stessa musica durante i comizi, tanto da venire definito il politico-cantante.
Davis fu apprezzato governatore, risoluto nei modi e notevolmente sicuro delle sue scelte.
Egli si trovò a giudicare il caso del ragazzo di colore Willie Francis, condannato a morte per omicidio e scampato alla prima esecuzione per un malfunzionamento della sedia elettrica. Dopo una seconda condanna della Corte Suprema, respinse la domanda di commutazione della pena in carcere a vita.
Come governatore egli respingeva i movimenti per i diritti civili degli afroamericani e si opponeva all'abolizione della segregazione razziale.

### Morte
Davis è morto il 5 novembre 2000 all'età di 101 anni.

## Vita privata
Influenzato dalla sua educazione religiosa, il cristianesimo fu una parte importante della sua vita politica e musicale.
La sua prima moglie fu Alvern Adams, che è stata la First Lady della Louisiana per entrambi I mandati. Il matrimonio terminò quando Alvern morì nel 1967. Davis sposò nel 1968 Anna Gordon (nata nel 1917 e morta nel 2004). 
I due rimasero sposati fino alla morte di lui, avvenuta nel 2000.

## Carriera musicale
Divenne presto un cantante, paroliere e compositore di musica country e blues e scrisse numerosi successi che entrarono nelle classifiche di tutta la nazione. Fu, nel 1939 autore del celebre brano You Are My Sunshine e collaborò poi con numerosi artisti di rilievo, uno su tutti Hank Williams
Con quest'ultimo collaborò anche per una canzone nel 1951; i due erano molto amici.
Negli anni '40 Davies era un cantante di notevole successo e riuscì a piazzare diversi brani alla prima posizione delle classifiche di musica country.
A seguito degli incarichi politici, egli abbandonò in maniera quasi definitiva l'attività musicale, concedendosi però alcune esibizioni pubbliche anche in seguito.

### Discografia parziale
- 1983 - Sounds Like Jimmie Rodgers
- 1981 - Heaven's National Anthem
- 1976 - Jimmie Davis Live!
- 1975 - Sunshine
- 1975 - Living by Faith
- 1974 - Souvenirs of Yesterday
- 1974 - Let Me Be There
- 1974 - Christ Is My Sunshine
- 1973 - God's Last Altar Call
- 1972 - What a Happy Day
- 1972 - Memories Coming Home
- 1971 - Old Baptizing Creek
- 1970 - Songs of Consolation
- 1969 - Let Me Walk with Jesus
- 1969 - In My Father's House
- 1969 - Amazing Grace